# 핑치 철로

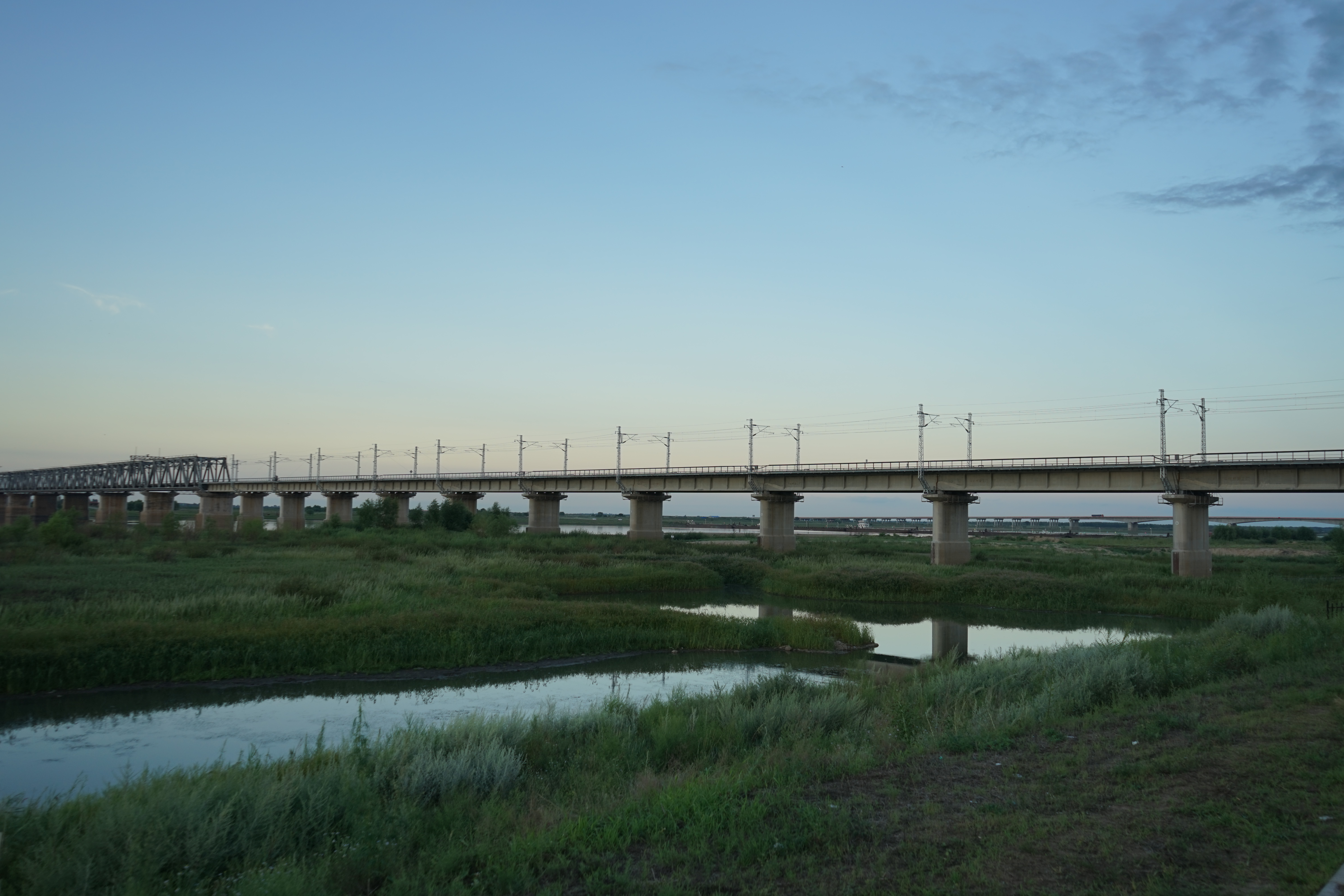

핑치 철로(平齊鐵路, 간체자: 平齐铁路)는 헤이룽장성 치치하얼 시와 지린성 쓰핑 시를 연결하는 중화인민공화국 철도부의 노선이다.

## 역사
1917년부터 1923년까지, 1925년부터 1926년까지 두 개의 기간에 건설되었다. 건설당시에 본선은 四洮鐵路, 洮昂鐵路, 斉克鐵路로 각각 나뉘어 있었으나 만주국 수립 이후에 국유화되었고 노선도 단일화되었다. 그리고 1936년까지는 齊昻輕便鐵路가 앙앙시~치치하얼 구간에 본선과 나란히 설치되어 있었다.

## 노선 정보
- 구간과 거리: 치치하얼 역~쓰핑 역 571km
- 역수(驛數): 25개(양단역 포함)
- 궤도간격: 1435mm(표준궤)
- 복선구간: 전구간(鄭家屯-卧虎屯 구간은 단선임)

## 같이 보기
- 남만주 철도